# Tyler Huntley
(en) Statistiques sur pro-football-reference
Tyler Isaiah "Snoop" Huntley, né le 3 février 1998 à Dania Beach (Floride), est un joueur américain de football américain évoluant au poste de quarterback pour les Dolphins de Miami. 